# Malejowa
Malejowa – część miasta Jordanów, położona na wschód od centrum miasta, w rejonie ulicy Zakopiańskiej.

## Historia
Wieś lokowana na prawie niemieckim około 1422 roku, nad dolnym biegiem potoku Malejowa.
Dawniej samodzielna wieś i gmina jednostkowa w powiecie myślenickim (okręg sądowy Jordanów). W II RP w województwie krakowskim, początkowo w powiecie myślenickim, a od 1 stycznia 1924 w powiecie makowskim.
1 kwietnia 1929 gminę Malejowa zniesiono, włączając ją do Jordanowa.